# Impaled
Impaled (с англ. — «Пронзённые») — американская группа, играющая в жанрах дэт-метал и горграйнд из Окленда, Калифорния.

## История
Название группы есть акроним, аббревиатура: Impaled расшифровывается как Immoral Medical Practitioners And Licentious Evil-Doers (Аморальные Медицинские Практики И Безнравственные Злые Исполнители). Команда была основана гитаристом Шоном МакГрэтом в конце 1996 года вместе барабанщиком Раулем Вэйрела, гитаристом Джэрадом Дивером (бывшего участника Deeds of Flesh и Severed Savior) и басистом Роном Дорном.
Каждый участник Impaled имеет псевдоним: Dr. Sean "Bloodbath" McGrath - M.D. (Medical Deviant) Dr. Jason Kocol - E.M.T. (Emergency Metal Technician)  Dr. Raul Varela - Ph.D. (Doctor of Philandering)  Dr. "Monsewer" Ross Sewage - R.N. (Registered Nut)
В 1998 году Леон дель Муэрте, бывший гитарист Exhumed, пришел в группу как основной вокалист. Когда ушёл Джерад Дивер, Леон взял на себя и роль гитариста. Из-за конфликтов, связанных с расписанием туров, Рон Дорн ушёл из группы и был временно заменен басистом Россом Сиуоджем, который на тот момент уже играл в Exhumed. Позже, Сьюидж был выбран как полноправный, а не временный член Impaled.
В 1999 году группа выпустила демо From Here To Colostomy, за которое группа получила уже некоторую известность. Годом позже, Impaled были приглашены для записи сплит-альбома с Cephalic Carnage, играющей дэтграйнд на итальянском лейбле Headfucker Records. Группа выпустила дебютный альбом The Dead Shall Dead Remain, с которым гастролировала с такими группами, как Nile и Incantation.
В том же году, группа выпустили сплит с Engorged и выступала с дэт-метал-командами Vader и Skinless. После тура, Леон дель Муэрте ушёл и был заменён Эндрю ЛаБарре, члену Hoarfrost и Prevail.
Новый альбом Mondo Medicale был выпущен в 2002 году. Однако, в интервью, как заявили участники, обложка Mondo Medicale, запрещенного тогда в 84 странах, была только трюком для эпатирования.  После тура Mondo Medicale, ЛаБарре покинул группу и был подменен Джейсоном Коколом.
В 2004 группа записала Death After Life. Он не был выпущен в 2005 году в связи с небольшими трудностями с лейблом.
Группа участвовала в записи трибьютов Carcass и Impetigo.
Несколько участников Impaled играют в Ghoul и уже выпустили три альбома.
В 2007 году группа перешла на Willowtip Records для продажи альбомов в Европе. Запись, названная "The Last Gasp," была закончена в августе и вышла 5 ноября.

## Состав

### Текущий состав
- Шон Макгрэт (англ. Sean McGrath) гитара, вокал (1996 - )
- Джейсон Кокол (англ. Jason Kocol) - гитара, вокал (2003 - )
- Росс Сьюидж (англ. Ross Sewage) - бас-гитара, вокал (1998 - )
- Рауль Вэйрела (англ. Raul Varela) - ударные (1996 - )

### Бывшие участники
- Джереми Фрай (англ. Jeremy Frye) - вокал (1996)
- Леон дель Мьюэрте (англ. Leon del Muerte) - гитара, вокал (1997-2001)
- Джарэд Дивер (англ. Jared Deaver) - гитара, вокал (1996-1998)
- Эндрю ЛаБарре (англ. Andrew LaBarre) - гитара, вокал (2001-2003)
- Рон Дорн (англ. Ron Dorn) - бас-гитара, вокал (1996-1998)
- Том Персонс (англ. Tom Persons) - бас-гитара (1998)

## Дискография
Студийные альбомы
- The Dead Shall Dead Remain (2000, Necropolis Records)
- Mondo Medicale (2002, Death Vomit Records)
- Death After Life (2005, Century Media)
- The Last Gasp (2007, Willowtip Records)
- The Dead Still Dead Remain (2013, Willowtip Records)

Мини-альбомы
- Medical Waste (2002, Death Vomit Records)
- Digital Autopsy (2007, Vomitcore)

Сборники
- Choice Cuts (2001, Death Vomit Records)
- HF.Seveninches.Collection.Vol1 (2008, Dracma/Masterpiece/Ugugumo)

Сплит-альбомы
- Impaled / Cephalic Carnage (1999, Headfucker Records)
- Impaled / Engorged (2000, Discos Al Pacino)
- Dementia Rex — сплит с Haemorrhage (2003, Razorback Records)

Демо
- Septic Vomit (1997)
- From Here to Colostomy (1997)

## Дополнительные ссылки
- Официальный сайт
- Impaled на MySpace
- Impaled (недоступная ссылка) на MusicMight